# Sandinismo
Sandinismo é um movimento político nicaraguense pertencente ao espectro ideológico de esquerda, com tendência socialista, anti-imperialista, patriótica e nacionalista, que promove a integração da América Latina. Baseia-se na ideologia de Augusto César Sandino, o chamado general de hombres libres, que leva seu nome. Os apoiantes e simpatizantes desse movimento são chamados de sandinistas.
Augusto Cesar Sandino manteve, entre 1926 a 1933, uma guerra contra as tropas dos Estados Unidos que ocupavam a Nicarágua desde 1912 para a defesa do status quo necessário para a exportação dos recursos nicaraguenses pelas companhias estadunidenses e em defesa dos seus interesses. Com base na documentação gerada por Sandino durante a guerra, principalmente correspondências e manifestos, Carlos Fonseca Amador deu suporte ideológico para a fundação, em 1961, com Santos López, Tomás Borge e Silvio Mayorga, da Frente Sandinista de Libertação Nacional (FSLN) que estruturou a luta contra a ditadura da família Somoza mantinha no país desde o assassinato de Sandino em 1934.
Em 19 de julho de 1979, a FSLN, aglutinando ao seu redor amplos setores da sociedade nicaraguense, consegue derrotar o governo de Anastasio Somoza Debayle e entra triunfante em Manágua. A revolta popular e o subsequente período de governo seria conhecido como Revolução Sandinista.
Após uma série de profundas reformas sociais e econômicas e uma forte agressão, vinda de uma intervenção direta dos Estados Unidos e o apoio de grupos armados conhecidos como "contras", nas eleições presidenciais de fevereiro de 1990 o FSLN perde o poder para a coalizão liderada por Violeta Chamorro chamada Unión Nacional Opositora (UNO).